# Barkow Leibinger
Barkow Leibinger ist ein deutsch-amerikanisches Architekturbüro in Berlin, das 1993 von Frank Barkow und Regine Leibinger gegründet wurde.

## Gründer
Frank Barkow (* 1957) studierte an der Montana State University und an der Harvard University. Er lehrte unter anderem an der Architectural Association School of Architecture in London, Cornell University, Harvard University, Staatliche Akademie der Bildenden Künste Stuttgart und EPFL Ecole Polytechnique Fédérale de Lausanne.
Regine Leibinger (* 1963) studierte in Berlin und an der Harvard University und lehrte unter anderem an der Architectural Association in London und an der Harvard University. Sie war von 2006 bis 2017 Professorin für Baukonstruktion und Entwerfen an der TU Berlin.
Barkow und Leibinger waren verheiratet und haben zwei Söhne.
Derzeit lehren Barkow und Leibinger an der Princeton University in den USA.

## Arbeit
Die Arbeit von Barkow Leibinger umfasst Baupraxis, experimentelle Materialforschung sowie Lehre an nationalen und internationalen Hochschulen. So entstehen Projekte „an der Schnittstelle von künstlerischem Raumentwurf und funktionaler Architektur“. Im Buch „Spielraum“, charakterisiert der US-amerikanische Kunsthistoriker Hal Foster Barkow Leibinger als Architekten, die ebenso sehr „bricoleure“ wie Ingenieure seien.

## Architektur
Umfassende Erfahrungen sammelten Barkow Leibinger im Bereich des Industriebaus. Für mittelständische und große Unternehmen im In- und Ausland erarbeiteten sie zahlreiche Masterpläne zur Standortentwicklung und errichteten Bauten für Produktion, Logistik und Verwaltung. Der Firmencampus von Trumpf in Ditzingen erhielt 2016 den „industriebaupreis“ als beste städtebauliche Anlage. Weitere Projekte wie der „Tour Total“ in Berlin, die HAWE-Fabrik in Kaufbeuren oder das Trumpf Betriebsrestaurant in Ditzingen sind preisgekrönt.

### Bauprojekte in Berlin
Viele Jahre realisierten Barkow Leibinger Projekte in aller Welt, in Berlin selbst jedoch nur zwei kleinere Projekte am Stadtrand. Mittlerweile ist das Büro „im Berliner Kontext angekommen“, wie die „bauwelt“ 2016 feststellte. Zuletzt entstanden die Bürogebäude „Monnet 4“ und „Bertha Berlin“ in der Europacity nahe dem Berliner Hauptbahnhof, das Kreativzentrum „Aufbau Haus 84“ am Moritzplatz in Kreuzberg und der „Fellows Pavilion“ für die American Academy in Berlin am Wannsee. Ende 2017 gab der Berliner Bezirk Neukölln grünes Licht für den Bau des Estrel Towers, der mit 175 Metern Höhe Berlins höchstes Hochhaus und zugleich Deutschland höchstes Hotelgebäude werden soll. Seit Januar 2018 laufen die Planungen für das 300 Meter lange Bürogebäude „B:HUB“ an der Rummelsburger Bucht. 2018 erfolgte der Umbau des Empfangs der „Schaubühne am Lehniner Platz“.

### Bauten für Trumpf

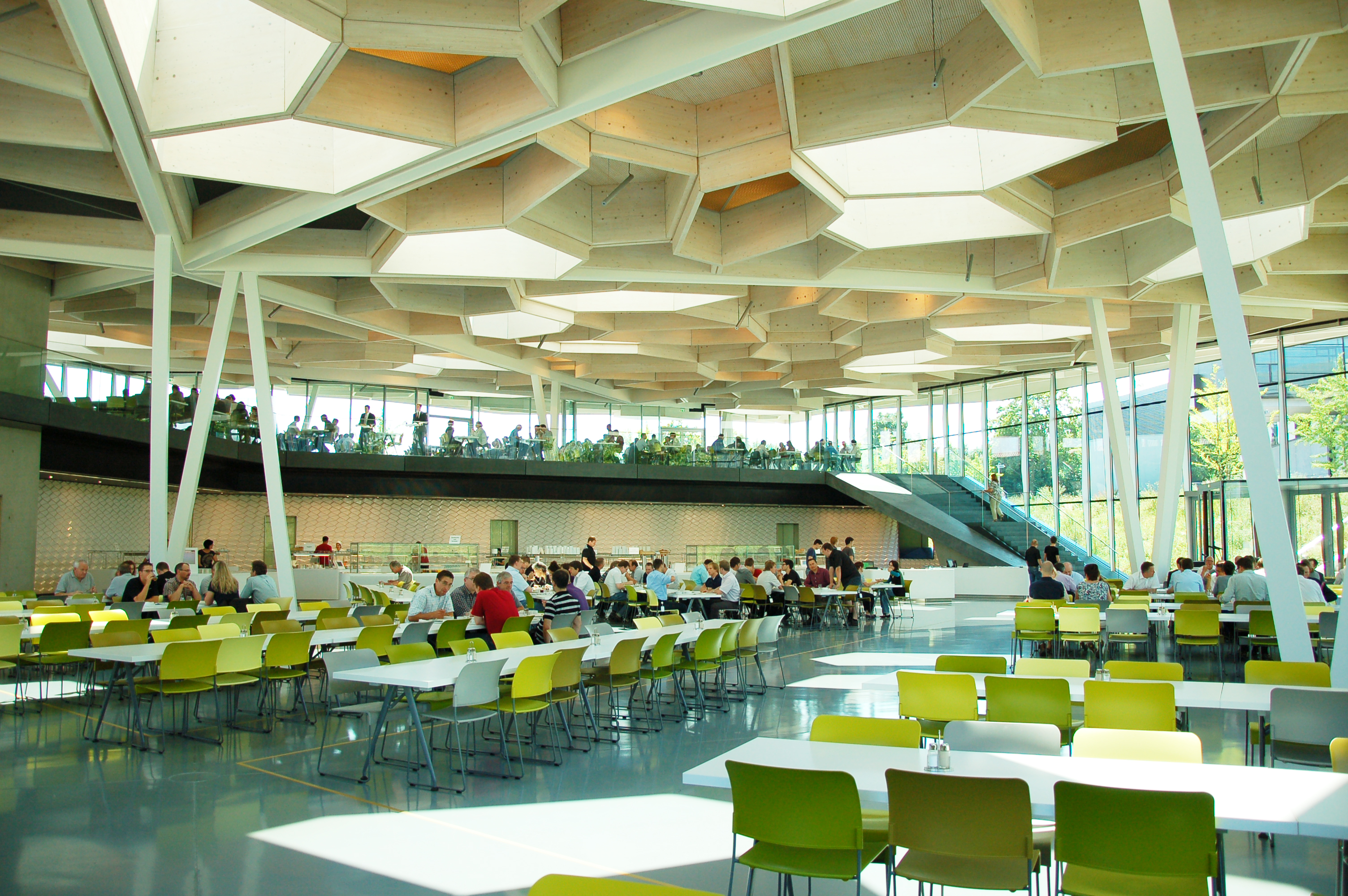
Trumpf Betriebsrestaurant mit Auditorium

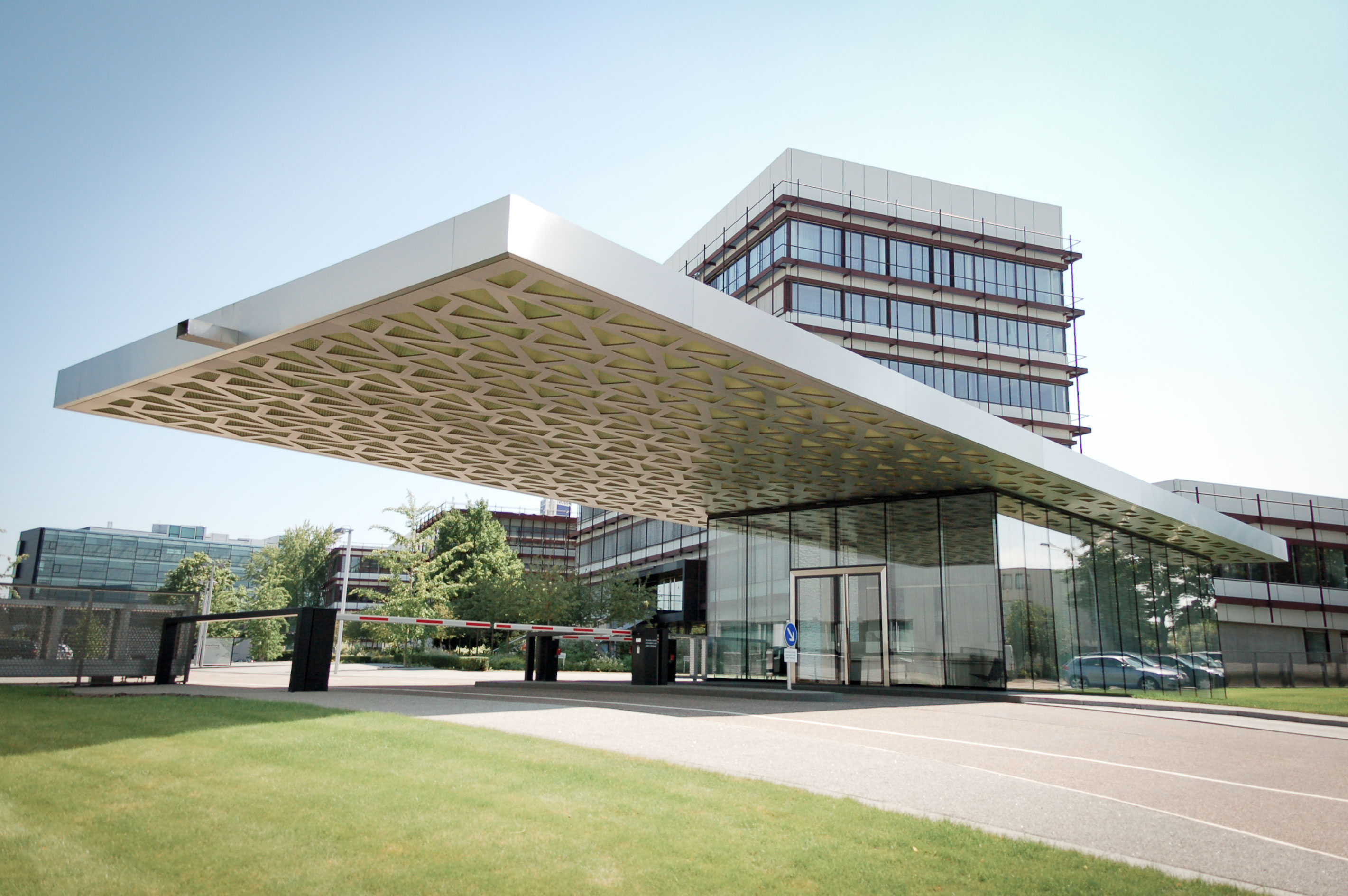
Trumpf Hauptpforte

- Trumpf Kunden- und Ausbildungszentrum, Farmington, Connecticut, USA, 1999
- Trumpf Vertriebs- und Servicezentrum, Ditzingen, 2003
- Trumpf Hauptpforte, Ditzingen, 2007
- Trumpf Laserfabrik, Farmington, Connecticut, USA, 2008
- Trumpf Betriebsrestaurant mit Auditorium, Ditzingen, 2008
- Trumpf Entwicklungszentrum, Ditzingen, 2009
- Trumpf Bürogebäude mit Lehrwerkstätten, Hettingen, 2009
- Trumpf Vertriebs- und Servicezentrum Warschau, Polen, 2016
- Trumpf Smart Factory Chicago, 2017
- Erweiterung Montagehalle Trumpf Neukirch, 2017
- Trumpf Ausbildungszentrum Ditzingen 2023
- Neue Werkhalle Trumpf, Ditzingen 2024
- Trumpf-Showroom, Paris 2025
- Trumpf-Showroom, Madrid 2025

### Andere Bauten
- Jugendzentrum und Kindertagesstätte, Berlin-Buchholz, 1997/1998
- Biosphäre Potsdam, 2001
- Grüsch Pavillon I und II, Grüsch, Schweiz, 2001/2004
- Schulungszentrum mit Betriebsrestaurant für Trumpf, Neukirch, 2005
- Trutec Bürogebäude mit Showrooms, Seoul, Korea, 2006
- Site Master Plan Bayer Schering Pharma, Berlin, 2010
- Tour Total Berlin, 2012[18][19]
- Stadthaus M1 Vauban, Freiburg im Breisgau, 2012[20][21]
- Fraunhofer Research Campus, Waischenfeld, 2014
- Estrel Tower Berlin, Wettbewerb 2014, 1. Preis
- Museum des 20. Jahrhunderts, M20, Kulturforum Berlin, Wettbewerb 2014, engere Wahl
- Bürogebäude „Monnet 4“, Berlin, 2015
- Fellows Pavilion der American Academy in Berlin, 2015
- Aufbau Haus, 2015[22]
- Wohnhaus Prenzlauer Berg, Berlin, 2016
- Büro- und Geschäftsgebäude „Bertha Berlin“, 2016
- Serpentine Summer House, London, 2016
- Harvard ArtLab, Cambridge, MA, USA 2019

- Dreischeiben-Hochhaus am Kapstadtring 5, Hamburg 2023
- Frankfurt Prototype (Prototyp für bezahlbaren und nachhaltigen Wohnraum) mit Studenten der Städelschule und der University of Applied Sciences Frankfurt 2024
- Map of Glass, Installation auf der 19. Architekturbiennale Venedig 2025

### Experimentelle Materialforschung
Neben ihren Bauvorhaben sind Barkow Leibinger für ihre experimentellen und temporären Installationen bekannt. Im „Spannungsfeld zwischen konzeptueller Entwurfsidee und praktischer Umsetzung“ entstehen diese Studien im Kontext von Ausstellungen, Wettbewerbsbeiträgen oder konkreten Bauvorhaben. Beispiele dafür sind die Installation „Loom Hyperbolic“ in Marrakesch, die „Kinetic Wall“ auf der 14. Architekturbiennale Venedig und das „Serpentine Summer House“ nahe der Serpentine Gallery in den Londoner Kensington Gardens.

## Auszeichnungen und Preise
- Architekturpreis Beton 2014 für den Tour Total, Berlin
- Hugo-Häring-Landespreis 2012 für das Betriebsrestaurant mit Auditorium, Ditzingen
- Global Holcim Innovation Prize 2012 – 2. Preis für das Smart Material House, Hamburg
- Holcim Awards 2011 for Europe – Acknowledgement Prize
- 13th Architectural Record Good Design is Good Business Award 2011
- AIA Institute Honor Awards for Architecture, 2010, 2008, 2006, 1999
- DAM Preis für Architektur in Deutschland für Architektur in Deutschland, 2009, für das Betriebsrestaurant des Unternehmens Trumpf
- Marcus Prize for Architecture 2007, Milwaukee Wisconsin
- Deutscher Architekturpreis, Anerkennung, 2005
- BDA-Preis – Architektur in Brandenburg, 2004
- Hugo-Häring-Preis, 2003
- Deutscher Fassadenpreis für vorgehängte hinterlüftete Fassaden, 2000

## Publikationen
- Spielraum, Hatje Cantz, Berlin, 2014
- An Atlas of Fabrication, Hrsg. Pamela Johnson, AA Publication, London, 2009
- Reflect – Building in the Digital Media City, Seoul, Korea, Hrsg. Andres Lepik, Hatje Cantz, Ostfildern, 2007
- Barkow Leibinger Architects C3, Hrsg. Uje Lee, Seoul, Korea, 2007
- Barkow Leibinger Architects Works | Opere BY 7, Hrsg. Marcella Gallotta, Melfi: Casa Editrice Librìa, 2004
- Werkbericht 1993–2001 / Workreport Barkow Leibinger, Hrsg. George Wagner, Basel, Birkhäuser, 2001
- Cultivating the Landscape, Hrsg. Galerie Aedes, Berlin, Ausstellungskatalog, 1999